# Fred L. Dornbrook
Frederick L. (Fred) Dornbrook (Wisconsin, 4 de abril de 1875 – 17 de maio de 1967) foi um engenheiro mecânico e nventor estadunidense, engenheiro-chefe das usinas da Wisconsin Electric Power Company, atualmente parte do WEC Energy Group. É especialmente conhecido como um pioneiro no uso do carvão em pó, tendo recebido a Medalha ASME de 1949.
Recebeu a Medalha ASME de 1949.

## Publicações selecionadas
- Dornbrook, F.L. "Developments in Burning Pulverized Coal." Mechanical Engineering 70, 967–974 (1948)

Patentes selecionadas
- Dornbrook, Frederick L. "Safety appliance for steam-boilers." U.S. Patent No. 1,293,730. 11 Feb. 1919.
- Dornbrook, Fred L. "Boiler soot-blower." U.S. Patent No. 1,337,828. 20 Apr. 1920.
- Dornbrook, Fred L. "Apparatus for handling pulverulent materials." U.S. Patent No 1,844,642, 1932.
- Dornbrook, Fred L. "Supplementary auxiliary apparatus for prime movers." U.S. Patent No 2,347,471, 1944.
- Dornbrook, Fred L. "Steam turbine control mechanism." U.S. Patent No 2,409,024, 1946.